# Каширівка
Каши́рівка — село в Україні, у Казанківській селищній громаді Баштанського району Миколаївської області. Населення становить 413 осіб.

## Історія
Станом на 1886 рік у селі Федорівської волості Олександрійського повіту Херсонської губернії мешала 188 осіб, налічувалось 34 дворових господарства, існували лавка.

## Населення
Згідно з переписом УРСР 1989 року чисельність наявного населення села становила 481 особа, з яких 216 чоловіків та 265 жінок.
За переписом населення України 2001 року в селі мешкало 414 осіб.

### Мова
Розподіл населення за рідною мовою за даними перепису 2001 року:
| Мова       | Відсоток |
| ---------- | -------- |
| українська | 99,76 %  |
| російська  | 0,24 %   |